# 2016年银川公交车纵火案
2016年宁夏银川公交车纵火事件是指发生在中国宁夏回族自治区银川市301路公交车的纵火事件。2016年1月5日早7时许，銀川市公交公司营运的一辆301路公交车（由賀蘭天駿花園開往銀川火車站）行駛到贺兰县德胜园区109國道金盛國際家居廣場門口时，遭一男子纵火，致18人死亡，31人受伤。

## 背景
事发的公交车为丹东黄海生产的纯天然气车，车牌号码为宁A22870核定载客84人，火灾发生时乘客约40多人。
纵火者名叫馬永平，汉族，宁夏石嘴山市大武口区人。其名下有三辆车，车牌号分别为宁AKN035、宁E32909和宁AJB016。而宁夏公安厅指挥部还公布了其身份证号。

## 经过
2016年1月5日早7时许，銀川市公交公司营运的一辆301路公交车（由賀蘭天駿花園開往銀川火車站）行駛到贺兰县德胜园区109國道金盛國際家居廣場門口时，遭一男子用汽油纵火。7时13分，消防部门将公交车上的火扑灭。据央视新闻微博发布的现场视频显示，火灾发生时，大火已完全吞没公交车，但公交车尾部并没有着火。截至1月5日下午3时，事件共造成17人死亡（男性8人，女性9人），32人受伤（男性、女性各16人，其中年龄最大的65岁，最小的24岁），受伤人员被送往宁夏医科大学总医院进行救治。而遇难者的身份需要通过DNA确认。
同日下午2点，纵火者馬永平前往賀蘭縣一棟未完工的大樓樓頂，開始與警方僵持。下午4时，银川当地知情人称，马永平在贺兰县城某处在建高楼上声称要跳楼。下午4時30分，馬永平在賀蘭縣被警方抓獲。在抓捕时，馬永平的褲腳已被燒壞，腳踝裸露在外。马永平称，他因承建贺兰县洪廣鎮移民安置區工程时，与分包商发生债务纠纷，由此产生不满而以此方法报复社会。他在警方的审讯中称他攜帶從寧夏石嘴山市平羅縣一家加油站購買的兩塑料桶汽油，登上301路公交車，用打火機將汽油點燃後，從駕駛員位置車窗跳出，逃離現場。
1月10日，银川市人民检察院批准逮捕该案嫌疑人马永平。2月24日，银川市人民检察院依法受理该案。
7月3日，银川市中级人民法院一审宣判，马永平因犯放火和傷人罪，被判处死刑，同时剥夺政治权利终身。一审宣判后，马永平不服判决，提出上诉。7月25日，北京律师陈建刚公开发表《就宁夏高院、银川看守所剥夺马永平辩护权的控告书》，控告宁夏高院和银川看守所剥夺马永平辩护权和律师会见权。
9月22日，宁夏回族自治区高级人民法院对该案进行了二审。9月28日，宁夏高院对该案作出二审裁定并公开宣判，驳回马永平的上诉，维持死刑判决。
12月23日，根据最高人民法院下达的执行死刑命令，银川市中级人民法院对马永平依法执行死刑。